# 돗토리 사구

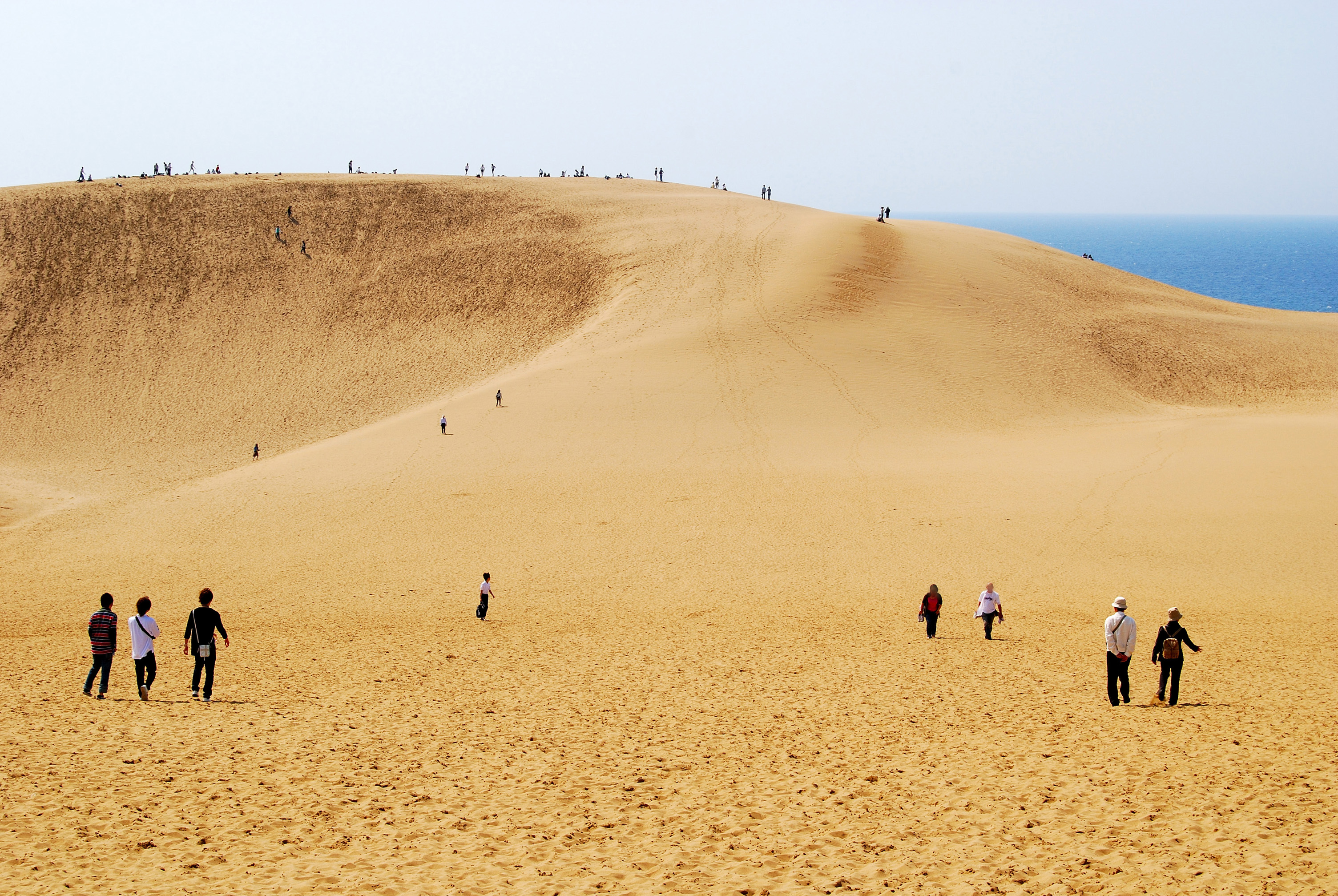
"말의 등"

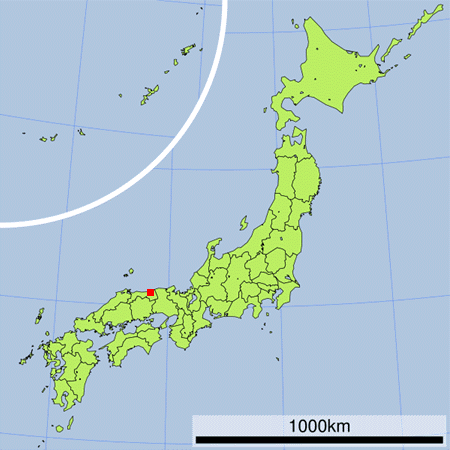
위치

돗토리 사구(일본어: 鳥取砂丘 돗토리 사큐[*])는 일본 돗토리현 돗토리시의 동해 해안에 펼쳐진 일본의 대표적인 해안 사구이다. 산인 해안 국립 공원의 특별 보호 지구로 지정되어 있으며, 남북 2.4km, 동서 16km로 뻗어있다. 1955년 일본의 천연기념물로 지정되었으며, 2007년 일본의 지질 백선으로 선정되었다.

## 사구의 상황
주고쿠 산맥의 화강암질의 암석이 풍화하여 지요 강을 따라 동해로 흐른 뒤, 해안에 모인 퇴적물이 사구를 이루는 주된 모래가 되었다. 바다의 모래를 해안을 향해 흘려보내는 조류와 해안선에 퇴적된 모래를 내륙으로 실어주는 탁월풍에 의해 형성되었다. 사구는 지요 강의 동서로 펼쳐져 있지만 보통 지요 강의 동쪽 545ha는 '하마사카 사구'를 가리킨다. 사구에 의해 바다에서 분리되어 생성된 호수인 다네가이케 늪이 동남쪽에 위치해 있다. 최대 높낮이 차이는 90m으로, 일본의 전통 바리때인 스리바치와 비슷한 꼴로 움푹 패인 지형도 유명하며, 특히 '큰 스리바치'라고 불리는 지형의 높이는 40m에 달한다. '스리바치'의 사면을 따라 흐르는 '사렴'(일본어: 砂簾 사렌[*])이라 불리는 지형이나 바람결 때문에 발생하는 '풍문'(風紋) 등이 알려져 있다.

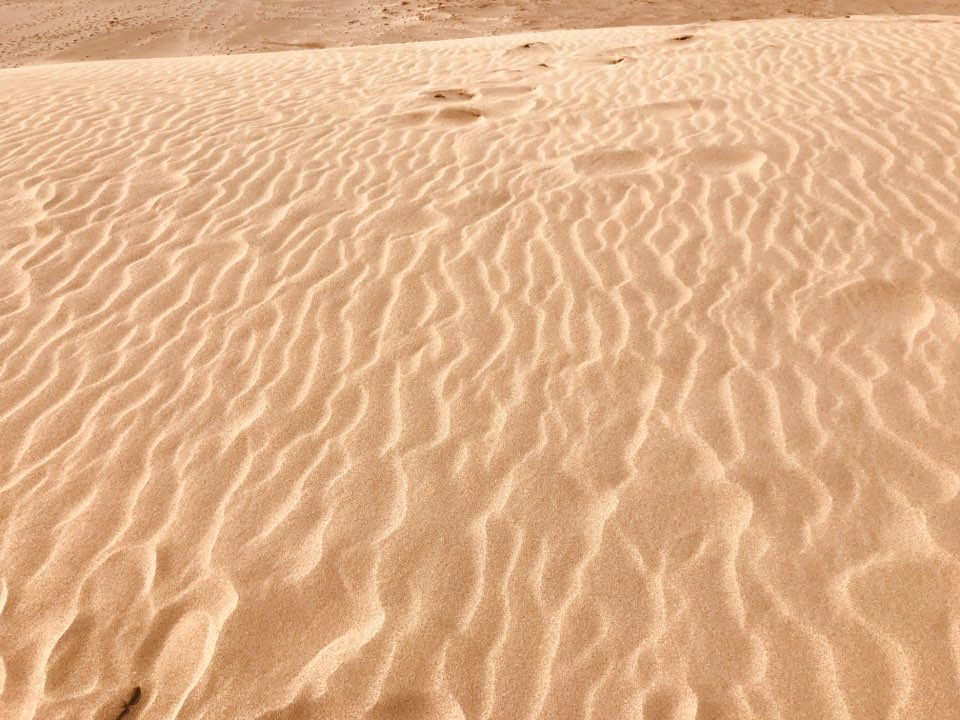
돗토리사구의 물결모양 모래

돗토리 사구에는 세 개의 사구열이 동해를 따라 거의 평행으로 펼쳐져 있다. 돗토리 사구가 천연기념물로 지정되기 전까지는 뭍 쪽의 사구열로부터 순서대로 제1, 제2, 제3 사구열로 호칭했었다. 지금은 반대로 바다 쪽에서부터 제1, 제2, 제3으로 호칭하고 있는데, 이는 모래의 이동 감소로 뭍 쪽의 사구열이 사라질 경우를 대비한 것이다. 사구 근처에는 아리시마 다케오, 에다노 도요아키, 다카하마 교시, 모리카와 교스이, 요샤노 쇼코 등의 노래 기념비가 존재한다. 또 엔카 가수 미즈모리 가오리의 '돗토리 사구'가 히트하였다.

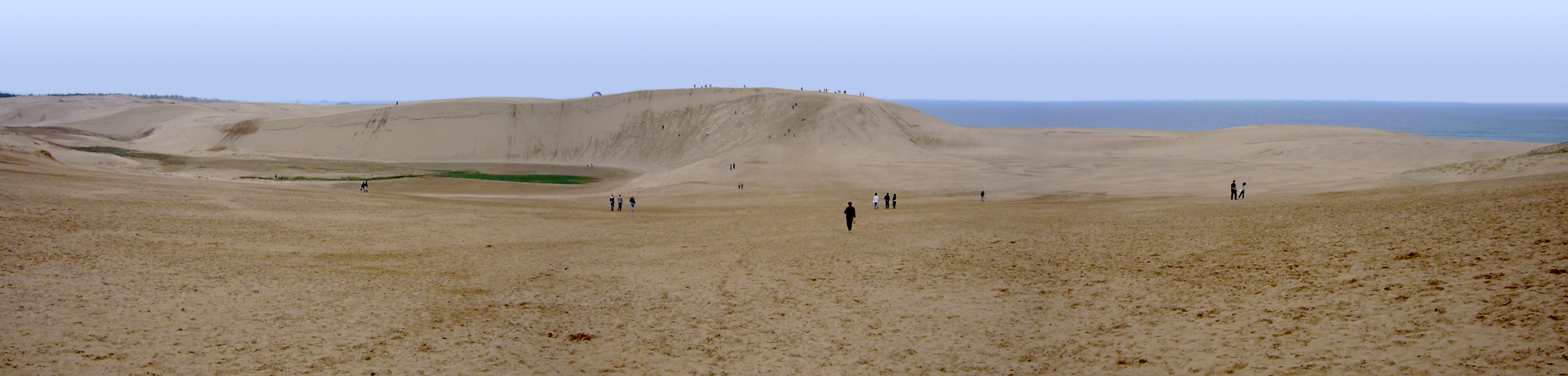
제2 사구열 (말의 등), 멀리는 동해.

## 사구의 이용과 주변 주민
사구 주변의 민가는 사구로부터 날아오는 모래로 인해 피해를 받지 않기 위해 방풍림을 조성하고 있지만, 이것은 사구의 축소와 생태계 변화에 영향을 끼치는 원인으로 여겨져 방풍림의 면적을 줄임으로써 지역 주민과의 공생을 도모하고 있다. 사구 주변에는 '돗토리 사구 고도모노 쿠니' 등의 시설이 있다. 관광지로서의 돗토리 사구의 입구로 활용되는 장소에는 휴게소나 특산물 가게가 늘어서 있는 것 이외에 입구 주변에는 관광 사업의 하나로서 낙타나 말 등을 사육하고 있다. 이 밖에, 근처 학교들의 소풍 장소나 글라이더, 샌드 보트 장소로도 활용되고 있다.

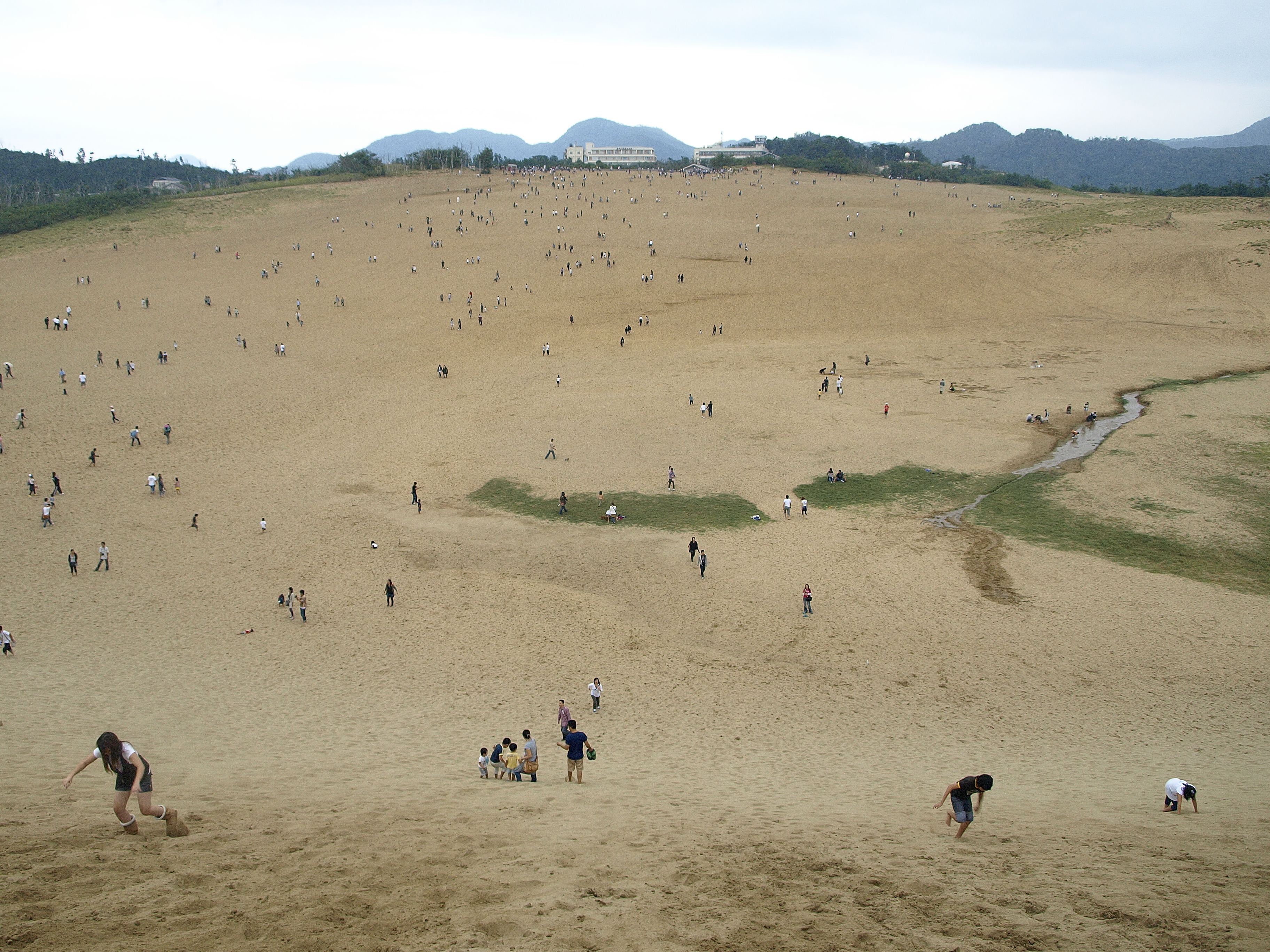
정상에서 남쪽을 바라본 모습
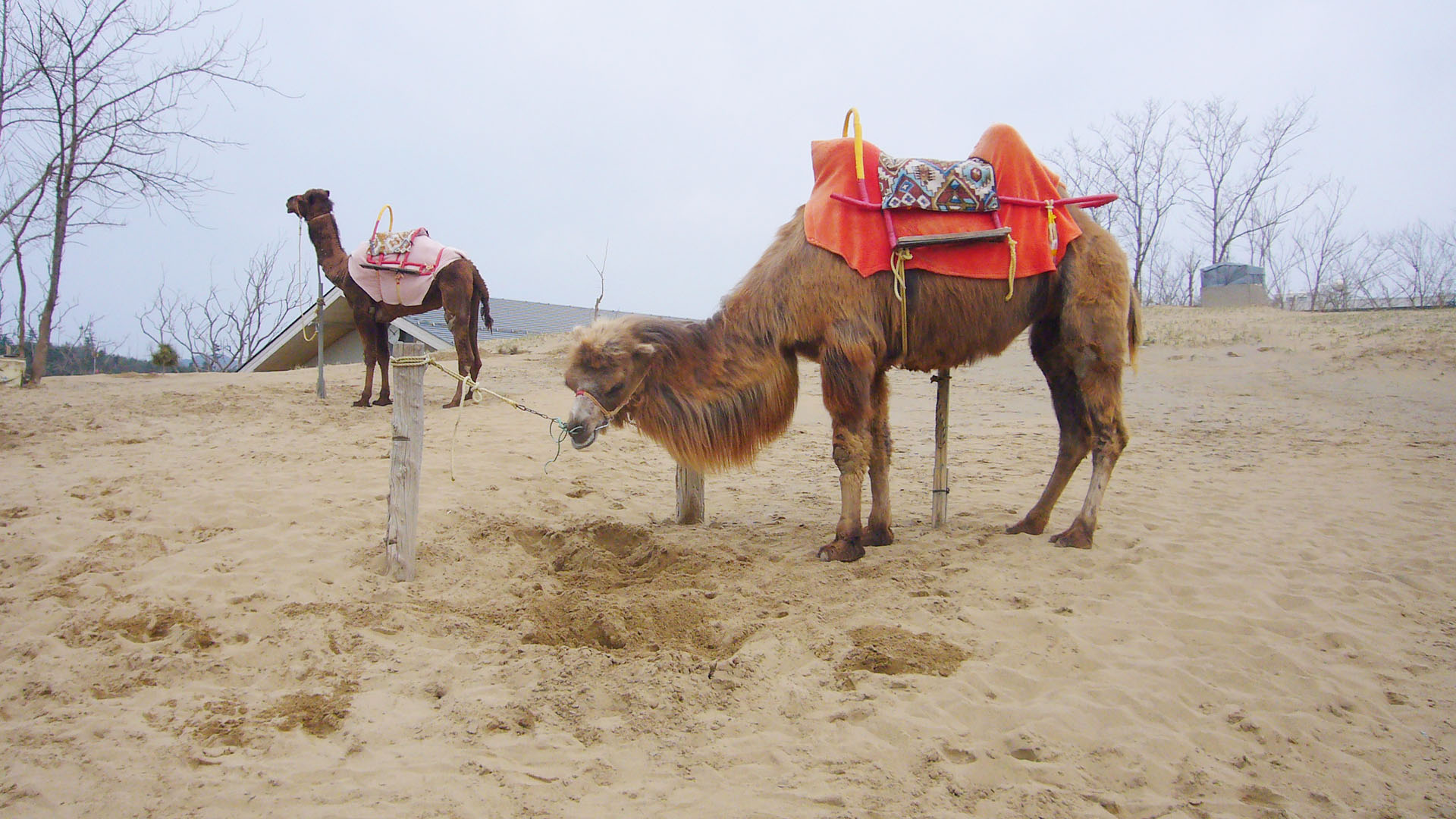
관광용 낙타
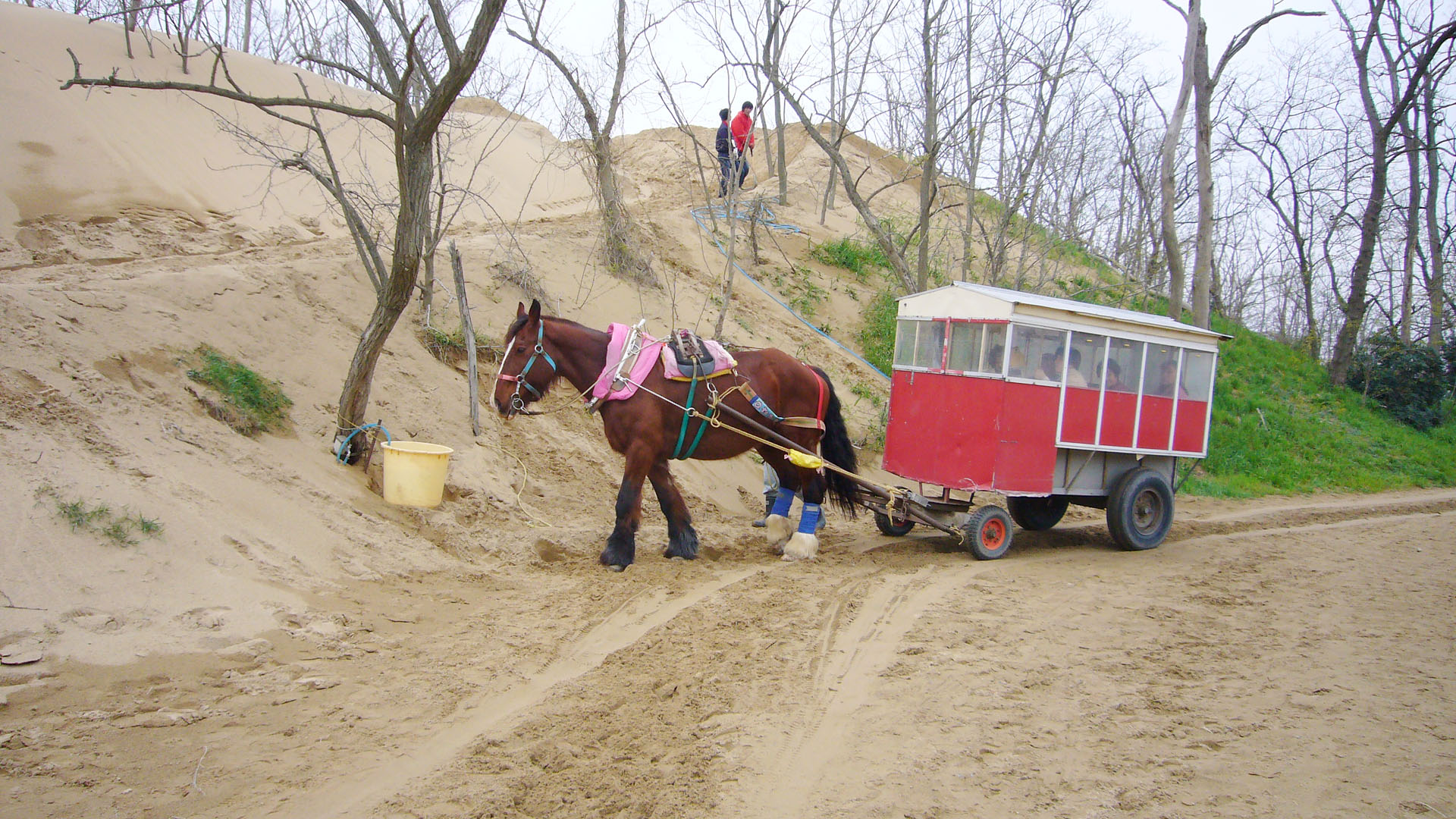
관광용 마차

## 낙서 사건
사구에 낙서를 하는 사건이 잇따르고 있다. 일본의 자연공원법에는 허가 없이 자연공원에 광고물을 게시하는 것을 금지하고 있지만, 사구의 낙서는 광고물에 해당한다고 판단하기 어려웠다. 그 때문에 2009년 4월 1일부터 시행된 낙서 방지 조례에 따라 낙서가 적발될 시 당사자에게 5만엔의 과태료를 부과할 수 있게 되었다.
- 2007년 8월 홋카이도 TV 방송 제작 프로그램 '수요일 어때요'의 스탭이 프로그램 이름을 크게 적어 일본 환경성으로부터 엄중 경고를 받았다. 당초에는 사구 모래의 무단 채집과 관련하여 시청자들에게 지적당하여 사과문을 공식 사이트에 게재하였으나, 낙서 문제도 이후에 덧붙여졌다.

- 2007년 9월 8일 나고야 대학생들이 세로로 약 15m, 가로로 약 50m에 달하는 낙서를 한 사건이 발생하였다. 이후 이들은 환경성에 사과문을 제출하였다.

- 2008년 2월 통칭 '말의 등'에 사람의 얼굴과 이름을 닮은 문자가 쓰여진 일이 있었다.

## 관련 행사
- 돗토리 사구 일루전 - 12월 중순 ~ 1월 상순 사이에 개최되는 축제이다.
- 모래의 미술관 - 기간 한정으로 개방된다.
- 돗토리 대사구 전일본 샌드포트 선수권 대회